# Томин, Николай Николаевич
Николай Николаевич Томин (укр. Микола Миколайович Томин; 28 декабря 1948, Запорожье, Украинская ССР) — советский гандболист (вратарь), заслуженный мастер спорта СССР (1976), олимпийский чемпион.

## Биография
Военнослужащий. Выступал за команды ЗИИ (Запорожье), ЦСКА (Москва). В сборную СССР входил в 1972—1980 годах. Завоевал золотую медаль на Олимпийских играх 1976, серебряные на Олимпиаде-1980 и Чемпионате мира 1978. Чемпион СССР в 1976—1980, 1982 и 1983 годах. Победитель Спартакиады народов СССР 1975 и 1979 годов. В составе сборной СССР провёл 128 матчей.
Награждён медалью «За трудовое отличие».